# Ансервил (Мозел)
Ансервил (фр. Ancerville) насеље је и општина у североисточној Француској у региону Лорена, у департману Мозел која припада префектури Мец Кампањ.
По подацима из 2011. године у општини је живело 262 становника, а густина насељености је износила 50,1 становника/km². Општина се простире на површини од 5,23 km². Налази се на средњој надморској висини од 219 метара (максималној 314 m, а минималној 219 m).

## Демографија
| 1962. | 1968. | 1975. | 1982. | 1990. | 1999. | 2011. |
| ----- | ----- | ----- | ----- | ----- | ----- | ----- |
| 204   | 209   | 231   | 238   | 300   | 266   | 262   |

График промене броја становника у току последњих година